# Elena Bashkirova
Elena Dmitrievna Bashkirova (en russe : Елена Дмитриевна Башкирова), née en 1958 à Moscou, est une pianiste et directrice musicale israélienne d'origine russe.

## Biographie
Elena Bashkirova est née à Moscou en 1958. Elle est la fille du pianiste Dmitri Bachkirov. Elle étudie au Conservatoire Tchaïkovski de Moscou dans la classe de son père,.
Elle est régulièrement invitée par des orchestres tels que le Munich Philharmonic, le NDR Hamburg, le DSO Berlin, le Vienna Symphony, l'Orchestre de Paris à la Philharmonie de Paris,,, le IPO et l'Orchestre symphonique de Chicago,. Elle travaille avec des chefs d'orchestre tels que Sergui Celibidache, Pierre Boulez, Zubin Mehta, Ernő Dohnányi, Christoph Eschenbach, Rafael Frühbeck de Burgos ou encore Michael Gielen,. En plus du répertoire classique et romantique, elle soutient la musique contemporaine et participe à plusieurs premières mondiales.
En 1998, Elena Bashkirova fonde le Festival international de musique de chambre de Jérusalem,, dont elle est directrice artistique, conjointement avec son festival partenaire au Musée juif de Berlin. Elle participe à de fréquentes tournées en Europe et aux États-Unis.
Elle est mariée à Daniel Barenboim depuis 1988 avec qui elle a eu deux fils : le premier, David Arthur, s'est orienté vers le hip-hop, et le second, Michaël, est devenu violoniste classique. Elle était précédemment mariée au violoniste Gidon Kremer.

## Distinctions
- En 2018, elle reçoit le titre de docteur honoris causa de l'université Ben Gourion du Néguev.